# Véska (Heřmanice u Oder)
Véska (německy Dörfel) je malá vesnice, část obce Heřmanice u Oder v okrese Nový Jičín. Nachází se asi 2 km na sever od Heřmanic u Oder. V roce 2009 zde bylo evidováno 33 adres. V roce 2001 zde trvale žilo 73 obyvatel.
Véska leží v katastrálním území Véska u Oder o rozloze 2,46 km2.

## Historie
První písemná zmínka o obci pochází z roku 1362.

## Pamětihodnosti
- Kostel Navštívení P. Marie
- Kaple sv. Huberta